# Opel 9 PS
Der Opel 9 PS war ein Pkw der unteren Mittelklasse, den die Adam Opel KG von 1902 bis 1903 als Nachfolger des Patentmotorwagens „System Lutzmann“ baute.

## Geschichte und Technik
Der 9 PS war der erste Opel, den der Rüsselsheimer Automobilhersteller nach dem System Darracq baute. Im Unterschied zu seinem Vorgänger, dessen Motor liegend im Heck eingebaut war, hatte der 9 PS einen vorne stehend eingebauten Motor geringeren Hubraums, aber größerer Leistung.
Der Motor war ein Einzylindermotor mit 1281 cm³ Hubraum (Bohrung × Hub = 112 mm × 130 mm), der 9 PS (6,6 kW) bei 1400/min. leistete. Der wechselgesteuerte Motor war wassergekühlt. Die Motorleistung wurde über eine Lederkonus-Kupplung, ein manuelles Dreiganggetriebe mit Lenksäulenschaltung und eine Kardanwelle an die Hinterachse weitergeleitet. Die Höchstgeschwindigkeit der Wagen lag bei 45 km/h, der durchschnittliche Benzinverbrauch bei 12 l / 100 km.
Der Rahmen bestand aus Stahlblech-U-Profilen und war mit Holz armiert. Die beiden Starrachsen waren, wie beim Vorgänger, an halbelliptischen Längsblattfedern aufgehängt. Die Bremse war als Bandbremse ausgeführt, die auf die Hinterräder wirkte.
Es gab drei Karosserievarianten, einen zweisitzigen Phaeton, einen viersitzigen Tonneau und ein zweisitziges Coupé. Die billigste Variante (Phaeton) kostete 5900 RM.
Ende 1903 wurde der Bau des 9 PS eingestellt. Nachfolger war das Modell 8/9 PS.